# Stéphane Ferrand
Pour les articles homonymes, voir Ferrand.
Stéphane Ferrand, né le 2 octobre 1968 à Livry-Gargan, est un footballeur français évoluant au poste de gardien de but du milieu des années 1980 à la fin des années 1990.
Ancien international Espoir[réf. nécessaire], il compte 79 matchs en D1.

## Biographie
Stéphane Ferrand passe par le centre de formation du Paris Saint-Germain avant de rejoindre celui du FC Sochaux-Montbéliard. Il s'y révèle à la fin des années 1980.
Stéphane Ferrand dispute son premier match de première division le 17 décembre 1989 à Caen, à la place de Gilles Rousset. La saison suivante, il prend neuf matchs au titulaire Christophe Gardié. Ferrand gagne ses galons de numéro un à partir de la saison 1991-1992 aux dépens de Gardié. Lors de l'exercice 1993-1994, en fin de contrat avec Sochaux, il est victime d'une hernie discale qui l'écarte des terrains. Pendant ce temps, il est supplanté par Stéphane Cassard,. Ferrand totalise 79 matchs de D1 avec Sochaux.
En mars 1994, Stéphane Ferrand signe quelques mois à l'AJ Auxerre pour devenir la doublure de Lionel Charbonnier sur la fin de saison. Guy Roux l'oriente ensuite vers Guingamp et Gueugnon, des clubs de D2, mais le gardien refuse.
Alain Michel le relance alors au CS Louhans-Cuiseaux. Ferrand participe à la montée de l'équipe en Division 2 et effectue deux bonnes saisons sous les couleurs bourguignonnes. En 1996-1997, il subit une rupture des ligaments croisés d'un genou qui l'éloigne des terrains plusieurs mois, durant lesquels Arnaud Margueritte se révèle dans les buts du CSLC. Pour la seconde fois de sa carrière, il perd sa place sur blessure. Son agent est alors Frédéric Dobraje.
Après une année sans jouer, Ferrand rejoint l'Amicale de Lucé en CFA2 à l'été 1998, qui lui propose une reconversion dans sa seconde passion, la rénovation de meubles anciens,. Depuis le passage du club en seconde division à la fin des années 1970, Ferrand est le premier ex-professionnel à rejoindre Lucé depuis 1979 et Bernard Lech.

## Statistiques
| Saison                | Club                        | Championnat           | Championnat | Championnat | Coupe(s) nationale(s) | Coupe(s) nationale(s) | Total | Total |
| Saison                | Club                        | Division              | M.          | B.          | M.                    | B.                    | M.    | B.    |
| 1984-1985             | FC Sochaux-Montbéliard rés. | D3                    | -           | -           | -                     | -                     | 0     | 0     |
| 1985-1986             | Paris SG rés.               | D3                    | -           | -           | -                     | -                     | 0     | 0     |
| 0000-1986             | FC Sochaux-Montbéliard rés. | D3                    | -           | -           | -                     | -                     | 0     | 0     |
| 1986-1987             | FC Sochaux-Montbéliard rés. | D3                    | -           | -           | -                     | -                     | 0     | 0     |
| 1987-1988             | FC Nantes rés. (prêt)       | D3                    | -           | -           | -                     | -                     | 0     | 0     |
| 1988-1989             | FC Sochaux-Montbéliard      | D1                    | -           | -           | -                     | -                     | 0     | 0     |
| 1989-1990             | FC Sochaux-Montbéliard      | D1                    | 1           | -1          | -                     | -                     | 1     | -1    |
| 1990-1991             | FC Sochaux-Montbéliard      | D1                    | 9           | -10         | 1                     | -2                    | 10    | -12   |
| 1991-1992             | FC Sochaux-Montbéliard      | D1                    | 26          | -31         | 1                     | -3                    | 27    | -34   |
| 1992-1993             | FC Sochaux-Montbéliard      | D1                    | 37          | -49         | 2                     | -2                    | 39    | -51   |
| 1993-1994             | FC Sochaux-Montbéliard      | D1                    | 6           | -10         | 2                     | -1                    | 8     | -11   |
| Sous-total            | Sous-total                  | Sous-total            | 79          | -101        | 6                     | -8                    | 85    | -109  |
| 0000-1994             | AJ Auxerre (prêt)           | D1                    | -           | -           | -                     | -                     | 0     | 0     |
| 1994-1995             | CS Louhans-Cuiseaux         | D3                    | 11          | -10         | 1                     | -4                    | 12    | -14   |
| 1995-1996             | CS Louhans-Cuiseaux         | D2                    | 24          | -28         | 2                     | -5                    | 26    | -33   |
| 1996-1997             | CS Louhans-Cuiseaux         | D2                    | 11          | -21         | 3                     | -10                   | 14    | -31   |
| Sous-total            | Sous-total                  | Sous-total            | 46          | -59         | 6                     | -19                   | 52    | -78   |
| 1997-1998             | sans club                   | -                     | -           | -           | -                     | -                     | 0     | 0     |
| 1998-1999             | Amicale de Lucé             | D5                    | -           | -           | -                     | -                     | 0     | 0     |
| Total sur la carrière | Total sur la carrière       | Total sur la carrière | 125         | -160        | 12                    | -27                   | 137   | -187  |